# Juan Manuel Basurco
Juan Manuel Basurco Ulazia (Motrico, 22 gennaio 1944 – San Sebastián, 20 marzo 2014) è stato un presbitero e calciatore spagnolo che giocava come attaccante.

## Biografia
Nativo di Motrico, Basurco, coltivò sempre una grande passione per il calcio e, nel corso dei suoi studi teologici presso il Seminario, giocò nel CD Motrico, squadra militante nella terza divisione spagnola. Ordinato sacerdote, fu mandato in missione in Ecuador. In America Latina non abbandonò la sua passione per il mondo del pallone e, giocando nella squadra della sua parrocchia, si guadagnò il soprannome di El Cura (Il curato). Ottenuta una discreta notorietà in Ecuador, Basurco venne acquistato dal quotato Barcelona SC. 
Formò con Jorge Bolaños e Alberto Spencer la colonna portante del Barcelona, vincendo due campionati nel 1970 e 1971.
Qui El Cura fu protagonista di uno dei momenti più iconici della storia del club ecuadoregno: La Hazaña de la Plata (1971). Basurco è infatti l'autore del gol che consente al Barcelona di strappare una storica vittoria in Copa Libertadores a casa del ben più quotato Estudiantes (LP).
La vittoria di La Plata non consentì comunque al Barcelona di raggiungere la finale del torneo. Dopo l'eroica impresa, Basurco tornerà a giocare per la squadra della sua Parrocchia, nonostante avances di club di alta fascia come la Real Sociedad, salvo poi appendere gli scarpini al chiodo nel 1973. Poco dopo abbandona l'abito talare e rientra nella nativa Spagna dove si sposerà, avrà due figli. Tornato in Ecuador per il venticinquennale dell'impresa, morirà a San Sebastián nel 2014.

## Palmarès
- Campionato ecuadoriano: 2

Barcelona: 1970, 1971